# Nusanipa
Nusanipa is een bestuurslaag in het regentschap Flores Timur van de provincie Oost-Nusa Tenggara, Indonesië. Nusanipa telt 486 inwoners (volkstelling 2010).